# Южна селищна адміністрація
Ю́жна селищна адміністрація (каз. Южный кенттік әкімдігі, рос. Южная поселковая администрация) — адміністративна одиниця у складі Абайського району Карагандинської області Казахстану. Адміністративний центр — селище Южний.
Населення — 2084 особи (2021; 2403 у 2009, 3295 у 1999, 4247 у 1989).
Станом на 1989 рік існувала Южна селищна рада (смт Южний).